# Vaga (Unternehmen)
Vaga war ein italienischer Motorradhersteller, der von etwa 1925/26 bis etwa 1934/35 in Mailand bestand.

## Geschichte
Der italienische Motorradrennfahrer Mario Vaga gewann 1925 auf einer Maffeis mit Blackburne-Einbaumotor den Lauf der 175-cm³-Klasse beim IV. Großen Preises der Nationen auf dem Circuito di Milano in Monza und damit den Titel in der Motorrad-Europameisterschaft 1925 dieser Klasse.
1926 startete Vaga mit einem Eigenbau beim Nationen-Grand-Prix. Die Maschine verfügte ebenfalls über einen 175-cm³-Blackburne-Einbaumotor sowie ein Dreiganggetriebe von Burman and Sons.
Naben weiteren Modellen – fast alle mit englischen Einbaumotoren z. B. von J.A.P. oder Sturmey-Archer ausgerüstet – kam 1930 eine 175-cm³-Maschine mit CF-Motor mit obenliegender Nockenwelle in den Handel.
Spätestens 1935 endete die Vaga-Produktion.